# المؤتمر الوطني الديمقراطي 1880
انعقد المؤتمر الوطني الديمقراطي في الفترة من 22 إلى 24 من يونيو عام 1880م، في قاعة الموسيقى بمدينة سينسيناتي في أوهايو. ورَشح المؤتمر وينفليد سكوت هانكوك من بنسلفانيا للرئاسة، وويليم هايدي إنجلش، من ولاية إنديانا، نائباً للرئيس في الانتخابات الرئاسية الأمريكية عام 1880م.
رُشح في هذا المؤتمر بشكل رسمي ستة أشخاص، وحاز العديد على أصوات، ومن بينهم المرشحان الرئيسان هانكوك وتوماس فرانسيس بايارد عن ولاية ديلاوير. لم يكن مرشح الحزب الديمقراطى لعام 1876م عن ولاية نيويورك صاموئيل جونز تيلدن مرشحًا رسميًا في هذا المؤتمر، ولكن كان ذا تأثيرٍ قويٍّ، ورأى العديد من الديمقراطيين أنه تم حرمان تيلدن ظُلماً من الرئاسة في عام 1876م، وأرادوا أن يدعموه في حملة 1880م، وعلى الرغم من ذلك لم يكن تيلدن واضحًا حول استعداده للمشاركة في حملة رئاسية أخرى؛ مما دفع بعض المندوبين للدفع بمرشحين آخرين، في حين ظل آخرون موالين لحامل لوائهم القديم.
عند افتتاح المؤتمر، فضّل بعض المندوبين اختيار بايارد وهو أحد الأعضاء المحافظين في مجلس الشيوخ، ودعم البعض هانكوك حيث كان جنديًا بالعسكرية، وبطلًا في الحرب الأهلية الأمريكية. بينما بقي البعض محتشدين حول من رأوهم بدائل لتيلدن، ومنهم المحامي والنائب السابق هنري بى باين من ولاية أوهايو، وصموئيل جونز راندال رئيس مجلس النواب الأمريكي. كانت الجولة الأولى من الاقتراع غيرُ حاسمة، وقبل بداية الجولة الثانية بات انسحاب تيلدن من الحملة أمرًا مؤكدًا، فدعم المندوبون المرشح هانكوك. وتم ترشيح إنجلش، وهو سياسي محافظ من ولايةٍ متأرجحة، لمنصب نائب الرئيس. وفي ذلك الخريف انهزم هانكوك وإنجليش في السباق بفارق ضئيل أمام مرشحان الحزب الجمهوري؛ جيمس آبرام جارفيلد وتشيستر آلان آرثر.

## القضايا والمرشحون
في عام 1876م هزم المرشح الجمهوري روثرفورد هايز من ولاية أوهايو المرشح الديمقراطى صموئيل جونز تيلدن من ولاية نيويورك في واحدة من أقوى المنافسات الانتخابية في تاريخ الولايات المتحدة في ذلك الوقت. حيث أشارت النتائج المبدئية إلى فوز الديمقراطيين ولكن كانت الأصوات الانتخابية لعدة ولايات محل نزاع إلى حدٍ كبير حتى أيام قلائل قبل إعلان الرئيس الجديد. وقد وافق أعضاء الحزبين في الكونجرس على عقد لجنة انتخابية ثنائية حزبية، والتي قررت بدورها حسم السباق بشكل نهائي لصالح المرشح هايز. اعتقد معظم الديمقراطيين أن رئاسة الجمهورية قد سُلبت من تيلدن، ولذلك أصبح على رأس قائمة الحزب للمرشحين للرئاسة في عام 1880م. وفي ذلك الوقت، أدت قضايا الرسوم الجمركية والغطاء الذهبي إلى انقسام الدولة والأحزاب الرئيسة.
وقد أدت القضية المالية دورًا كبيرًا في اختيار المرشحين في عام 1880م، وعلى الرغم من ذلك لم يكن لها تأثير كبير على الحملة الانتخابية العامة. وكانت النقاشات حول أساس قيمة الدولار الأمريكى جزءًا من هذه القضية. كانت العملات الذهبية والفضية هي العملات القانونية في الولايات المتحدة حتى قيام الحرب الأهلية، إلى أن أجبرت تكاليف الحرب المتزايدة الكونغرس على إصدار «الورقة الخضراء» وهي الدولارات المدعُومة من السندات الحكومية. كانت لهذه العملة الجديدة نفعًا في الحرب حيث سددت تكاليفها، ولكن تسبب ذلك في حدوث أكثر التضخمات حدة منذ الثورة الأمريكية. وبعد الحرب أراد حاملو السندات ودائنون آخرون (خاصة في الشمال) العودة إلى معيار الذهب. وفي الوقت ذاته، استفاد المدينون (غالبًا في الجنوب والشمال) حيث أدى التضخم إلى انخفاض ديونهم، كما ساعد التضخم العمال وبعض رجال الأعمال في تيسير الائتمان. وقد أدت هذه القضية إلى تشتت الأحزاب ووقوع انقسام بين الجمهوريين والديمقراطيين على حدٍ سواء وولادة حزب ثالث وهو حزب الورقة الخضراء (أو الدولار الامريكى) في عام 1876م عندما رشّح كل من الحزبين رجلين يدعمان العملات المصنوعة من المعادن. وزادت النقاشات المالية حيث أبطل الكونجرس بالفعل استعمال الفضة كعملة في عام 1873م. وبدأ تغطية العملة الخضراء (الدولار) بالذهب بحلول عام 1879م مع الحد من تداول العملات الذهبية. وبحلول اتفاقية عام 1880م كانت أموال الدولة مدعُومة بالذهب وحده ولكن لم يعني هذا حل القضية.
احتل الجدل حول الرسوم الجمركية مكانًا أكبر بكثير في الحملة الانتخابية. وخلال الحرب الأهلية، رفع الكونجرس رسوم جمركية حمائية لتكسر الحد الأقصى المعروف وتتجاوزه من أجل تمويل الحرب ولكن كان الهدف الرئيسي هو الاستفادة من الرسوم الجمركية المرتفعة التي شاعت في الشمال؛ فمن شأن ارتفاع الرسوم الجمركية أن ترفع أسعار السلع الأجنبية مما يسر على الأعمال التجارية الأمريكية بيع منتاجتهم محليًا. أيد الجمهريون فرض رسوم حمائية عالية باعتبارها وسيلة لحماية الوظائف الأمريكية ولتحقيق مزيد من الازدهار. بينما رأى الديقراطيون أن الجمهوريين يجعلون السلع أغلى دون داعٍ ويزيدون من إيرادات الفيدرالية في حين أنه مع نهاية الحرب الأهلية لم تعد هنالك حاجة لمزيد من الإيرادات. وعلى الرغم من ذلك، أيد كثير من ديمقراطيي الشمال رفع الرسوم الجمركية لنفس الأسباب الاقتصادية التي أبداها جيرانهم الجمهوريون. لذلك عندما كانت منصات الديمقراطيين تدعو إلى رسوم «من أجل الإيرادات فقط»، كان متحدثوهم يتجنبون الأسئلة حول هذا الأمر قدر الإمكان.

### تيلدن

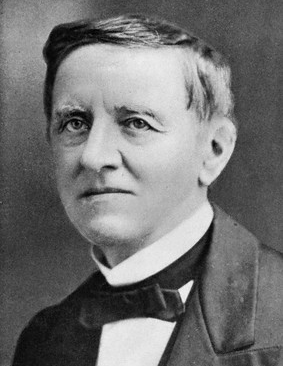
المحافظ السابق صموئيل جونز تيلدن من ولاية نيويورك

بدأ صموئيل جونز تيلدن عمله السياسى في «باربورن» أو التربة الحرة، وهو فصيل من الحزب الديمقراطي في نيويورك. كان محاميًا ناجحًا وجنا ثروة كبيرة. وهو تلميذ الرئيس السابق مارتن فان بيورين. أنتُخِبَ تيلدن في لجمعية ولاية نيويورك لأول مرة في عام 1846م.
انشق تيلدن مع فان بورين لمؤتمر حزب التربة الحرة عام 1848م قبل أن يعود إلى الحزب الديمقراطي بعد الانتخابات. وعلى عكس العديد من ديمقراطيين التربة الحرة، بقي تيلدن مع حزبه في خمسينيات القرن التاسع عشر بدلًا من تحويل ولائه للحزب الجمهوري الذي شكِّل مؤخرًا. عندما بدأت الحرب الأهلية، بقي مخلصّا للاتحاد واعتبر نفسه هو ديمقراطي الحرب. في عام 1866م، أصبح رئيسًا لحزب ولاية نيويورك الديمقراطي، وهو المنصب الذي شغله لمدة ثماني سنوات. في البداية تعاون تيلدن مع تاماني هول وهو الآلة السياسية لوليام "بوس" تويد في مدينة نيويورك، ولكن سرعان ما أصبح الرجلان الأعداء. وفي أوائل سبعينيات القرن التاسع عشر، عندما انتشرت تقارير عن فساد تاماني، تناول تيلدن قضية الإصلاح. قام بتشكيل فصيل مُنافس والذي احتل السيطرة على الحزب وقاد الجهود للكشف عن دليل على فساد تاماني وإزالة رجاله من مناصبهم. وسرعان ما تم اتهم تويد وادانته، ومن ثم إضعاف تاماني وإصلاحه، ولكن لم ينهزم.
إن الانتصار على تاماني مهّد الطريق لانتخاب تيلدن لمدة سنتين كمحافط في عام 1874م. وبما أن تيلدن كان ذا شعبية ومحافظ لولاية شديدة التأرجح، كان من الطبيعي أن يصبح المرشح الرئاسي في عام 1876م، عندما كانت واحدة من القضايا الرئيسية هي فساد إدارة الرئيس يوليسيس غرانت، تم ترشيحه في الاقتراع الثاني، وقد شن حملته الانتخابية على برنامج الإصلاح والمال السليم (أي معيار الذهب). وكان خصمه هو المحافظ رذرفورد هايز من ولاية أوهايو، وقد عُرفَ أيضًا بأمانته وأرائه المالية الجادة. صوتت اللجنة 7 مقابل 8 لصالح منح هايز الأصوات المُتازع عليها. رضخ ديمقراطيون الكونغرس أمام انتخاب هايز، ولكن كان ذلك مُقابل سحب الرئيس الجمهوري الجديد للقوات الفيدرالية من العواصم الجنوبية بعد تنصيبه. يرى تيلدن وكذلك مؤيدوه أنه تم هزيمته سرقة.
قضى تيلدن السنوات الأربع التالية باعتباره المرشح الديمقراطي المفترض في عام 1880م. في عام 1879م، وقال انه امتنع عن الترشح لولاية جديدة كمحافظ، وركز بدلا من ذلك على بناء الدعم للترشيح الرئاسي في عام 1880م. والآن اعتبر تيلدن العديد من أصدقائه السابقين (بما في ذلك السناتور توماس بايارد ديلاوير) أعداء بسبب دعمهم للجنة الانتخابات، وسعى للحفاظ على «احتيال '76» من أجل توجيه دائرة الضوء وإثقال ترشيحه في المستقبل من خلال الحصول على تحقيق من قبل حلفائه بالكونجرس في أحداث مناورة ما بعد الانتخابات. كان التأثير عكسيّا، حيث جاءت التحقيق بالمزيد من الأدلة على أحتيال الحزب الديمقراطي أكثر من الحزب الجمهوري. وقد تسبب هذا إلى جانب تدهور صحة تيلدن في طلب العديد من الديمقراطيين ترشحه. ومع ذلك، فإن قدرة تيلدن المشكوك بها على قيادة نيويورك إلى جانب تنظيمه السياسي وثروته الشخصية، جعلوا منه منافسّا خطيرّا.
حطّم فوز الجمهوريين في انتخابات حكم نيويورك في عام 1879م أول هذه المؤهلات. في تلك الانتخابات، أنشق تاماني العائد للحياة من جديد، عن الحزب الديمقراطي العادى بسبب نزاع المحسوبية مع حزب تيلدن (والمعروف الآن باسم «قاعة ديمقراطيون ايرفينغ».)دفع تاماني بزعيمه الجديد «الصادق» جون كيلي كمرشح مستقل لمنصب حاكم الولاية، مما يُتيح للجمهوريين حكم الولاية بأغلبية الأصوات. بدأ تيلدن يتردد، وأصدر بيانات غامضة حول ما إذا كان سيرشح نفسه مرة آخرى أم لا. انتشرت شائعات بصورة جامحة أثناء الأشهر التي سبقت الاتفاقية، مع عدم وجود كلمة نهائية من تيلدن. عندما غادر وفد نيويورك لحضور المؤتمر الوطني في سينسيناتي، أعطى تيلدن رسالة سرية إلى واحد من زعماء أنصاره وهو دانيال مانينغ توحي بأن حالته الصحية قد تجبره على رفض التًرشُيح. كانت الرسالة غامضة وغير حاسمة، لكنها في النهاية أقنعت الوفد باعتبار ترشُّح تيلدن لم يعد له وجود، وبالسعي وراء حامل لواء جديد.

### بايارد

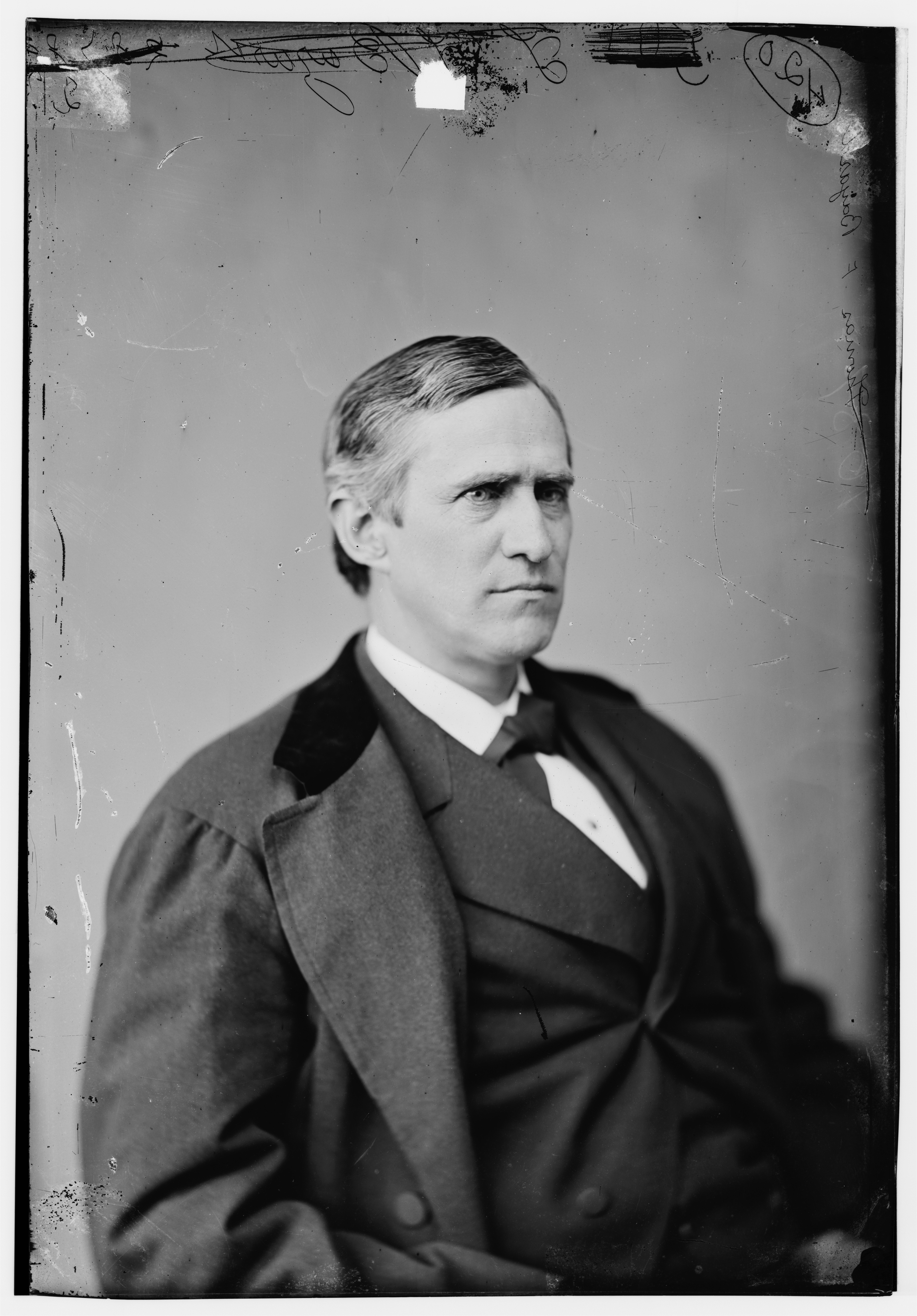
عضو مجلس الشيوخ توماس بايارد عن ولاية ديلاوير

كان أحد المستفيدين من رحيل تيلدن من المشهد هو السناتور توماس بايارد من ولاية ديلاوير. وكان بايارد سليل عائلة سياسية قديمة في ولاية ديلاوير وقد مثل ولايته في مجلس شيوخ الولايات المتحدة منذ عام 1869م. وكونه واحدة من حفنة الديمقراطيين المحافظين في مجلس الشيوخ في ذلك الوقت، فقد بدأ حياته المهنية كمعارض قوى وإن كان دون تأثير لأغلب خطط الجمهوريين لإعادة إعمار ولايات الجنوب بعد الحرب الأهلية. وعلى غرار تيلدن، فقد دعم بايارد قضية معيار الذهب، وعُرِف عنه الصدق أيضا. وفي مؤتمر عام 1876م، قدم بايارد خُمس بعيد المنال في عملية الاقتراع، ولكنه دعم قضية تيلدن في الانتخابات العامة، متحدثًا باسمه في جميع أنحاء البلاد. توترت الصداقة السياسية بين الأثنين بسرعة في أعقاب الانتخابات، حيث أيد بايارد اللجنة الانتخابية وعارضها تيلدن. رأى بايارد أن اللجنة هي البديل الوحيد للحرب الأهلية، وشغل منصب أحد أعضاء الحزب الديمقراطي. وأعتبر تيلدن ذلك خيانة الشخصية.
في السنوات الأربع التي تلت ذلك، سعى بايارد لحشد الدعم في شوط أخر في الترشيح. وتنافس هو وتيلدن للحصول على الدعم من محافظيين الشرق بسبب دعمهم لمعيار الذهب. كان معيار الذهب أقل شعبية في الجنوب، ولكن بايارد كرّس سنواته الطويلة هناك في دعوة مجلس الشيوخ من أجل السياسات المحافظة الموالية للجنوب ضد آلة تيلدن السياسية وثروته في محاولة لكسب مندوبين الجنوب. وجاءت ضربة لقضية بايارد في فبراير عام 1880م عندما نشرت صحيفة نيويورك صن -هي صحيفة موالية لتيلدن- نسخة من خطاب ألقاه بايارد في مدينة دوفر بديلاوير في عام 1861م. عندما كانت ولايات عمق الجنوب تنفصل عن الاتحاد، أعلن الشاب بايارد أنه مع الانفصال، أو الثورة، أو التمرد، أو أيا ما كان الاسم فولاية ديلاوير ليس لديها سوى الدمار والهلاك للقيام به، ونادى للسماح بانسحاب الجنوب من الاتحاد في سلام. النسبة للكثيرين في الجنوب، وأكدت هذه وجهة نظرهم من بايارد كبطل، ولكن بالتناقض أضفع ذلك دعم جنوبيين اخرون لبايارد حيث خشوا من أن يكون ديمقراطي السلام السابق غير مقبول لدى الشماليين. وفي الوقت نفسه، موقف بايارد المتشدد بشأن مسألة المال دفعت بعض الديمقراطيين لدعم اللواء وينفيلد سكوت هانكوك، الذين لم يكن معروفا مع أي تطرفا هو في نقاش الذهب والفضة، وكان له سجل عسكري في الشماليين. عند افتتاح المؤتمر، كان بايارد لا يزال من بين المرشحين الرئيسيين، ولكن كان بعيدا عن النصر المحتُم.

### هانكوك

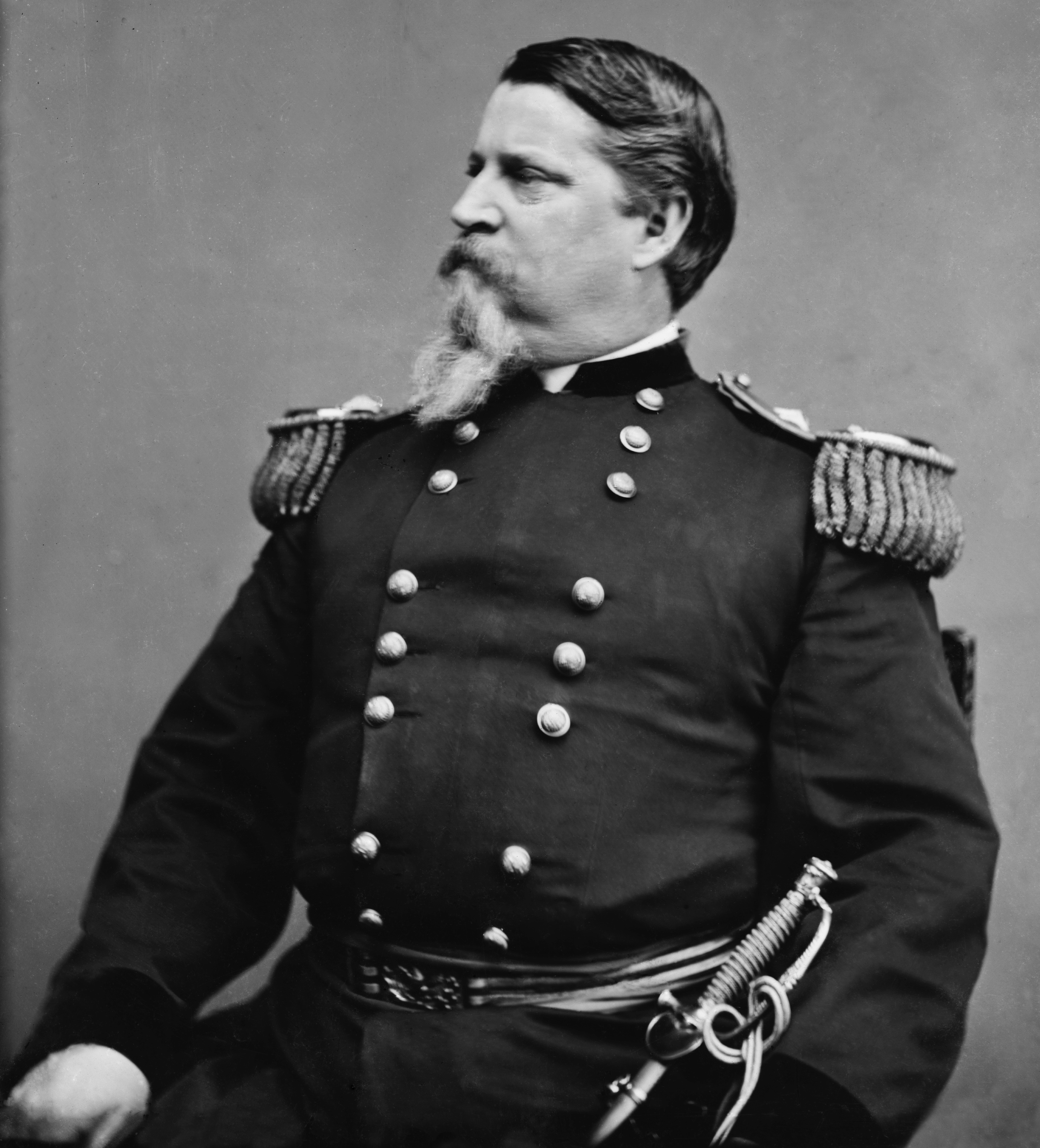
اللواء وينفيلد سكوت هانكوك من ولاية بنسلفانيا

مثّل وينفيلد سكوت هانكوك اندماج غير عادي في دولة ما بعد الحرب، فهو رجُل يؤمن بمبادئ الحزب الديمقراطي من حيث حقوق الولايات والحكومة ذات الصلاحيات المحدودة، ولكن رأيه المعادى للانفصال كان لا يرقى أليه الشك. هانكوك هو مواطن من ولاية بنسلفانيا، وقد تخرج في الأكاديمية العسكرية الأمريكية في ويست بوينت في عام 1844م، وبدأ العمل كجندى في عمر يناهز الاربعين عامًا. خدم بصورة متميزة في الحرب المكسيكية الأمريكية، وفي جيش السلم السابق للحرب. عند اندلاع الحرب الأهلية، ظل هانكوك مواليً للاتحاد. وترقَّى إلى رتبة عميد جنرال في عام 1861م، وتم وضعه في قيادة كتيبة في جيش بوتوماك. وفي حملة شبه الجزيرة من عام 1862م، قاد هجمة مرتدة خطيرة وحصل على لقب «الرائع هانكوك» من قائده اللواء جورج ماكليلان. وفي معركة أنتيتم، قاد فرقة في انتصار الاتحاد وتمت ترقيته إلى رتبة لواء. وجاءت لحظة هانكوك المشرقة في معركة غيتيسبورغ عندما نظّم القوات متفرقة، حشد قوات الدفاع، وأُصيب في اليوم الثالث عندما عادت قواته لمهمة بيكيت.
منذ عام 1864م، عندما تلقّى صوت وحيد غير مرغوب فيه في المؤتمر الوطني الديمقراطي، كان هانكوك قد أصبح مرشحًا دائمًا. كحاكم عسكري لويزيانا وتكساس في عام 1867م، حاز هانكوك على احترام السكان المحافظيين من ذوي البشرة البيضاء عن طريق إصدار أمره العام رقم 40، والذي ذكر فيه أنه إذا تعامل سكان الحى مع بعضهم البعض بسلمية، وقام المسؤولون المدنيون بأداء واجباتهم، فيجب حينها توقف القوة العسكرية عن الإلمام بزمام الأمور وترك الأدارة للمدنيين كى يستأنفوا هيمنتهم الطبيعية والمشروعة. كان لدية عدد أكبر من المواليين في مؤتمر عام 1868م، مما أدى في النهاية لأن أصبح في المركز الثاني في بعض جولات الاقتراع. في عام 1876م، حصل هانكوك مرة أخرى على عدد كبير من الواليين، ولكن في النهاية لم يتمكن من أحراز مركز أعلى من المركز الثالث في مؤتمر تلك السنة. في عام 1876م، بدأت شعبية هانكوك تنمو مرة أخرى، وهذه المرة تمركزت معظمها في الجنوب. في شهر مارس من هذا العام، نشرت جريدة نيو اورليانز بيكايون مقالة افتتاحية دعت فيها ألى ترشيح الجنرال، من ناحية لكونه بطل حرب فيما يتعلق بالمبادئ السياسية المحافظة، ومن ناحية آخرى لعدم كونه مناصرّا معروفّا لمناقشات القضايا المالية أو التعريفة الجمركية. بينما ارتفعا تيلدن وبايارد ثم انخفضا في تقدير الناخبين الديمقراطيين، تم ترشيح هانكوك كى يقوم بجمع ما تناثر. لم يكن البعض متأكدّا بعد ثماني أعوام من حكم جراند والذي كان هو نفسه لواءّا سابقّا، عما إذا كان الحزب سيتصرف بحكمة ويعطى الترشيح ل«فارس» أخر، ولكن ظل هانكوك بين المنافسيين الرئيسين عندما بدأ المؤتمر في شهر يونيو.

### منافسون أخرون
وصل عدة مرشحين آخرين في سينسيناتي مع المندوبين الملتزمين لهم. الممثل السابق هنري باين، وهو مليونير من ولاية أوهايو، قد جمع عدد من أنصار تيلدن السابق لقصيته. كان باين محامي شركات ودعاوى المال الثابت، ولكن أيضا كان غير معروف نسبيًا خارج ولاية أوهايو. في أبريل عام 1880م، نشرت صحيفة نيويورك ستار حكاية أن تيلدن قد انسحب من السباق وكلف فصيل ايرفينغ هول بدعم باين لرئاسة الجمهورية. لم يؤكد تيلدن الشائعات، ولكن بعد رسالته في يونيو عام 1880م لوفد نيويورك، أعتبر كثير من أنصاره باين بين خياراتهم المحتملة. باين، مثل بايارد، كان قد خدم في اللجنة الانتخابية في عام 1876، ولكن مع ذلك قد حافظ على صداقة مع تيلدن. أكد على ولائه لتيلدن حتى المؤتمر، عندما كان انسحابه مؤكد. أعاق باين زميلُ من ولاية أوهايو، وهو عضو مجلس الشيوخ ألين ثورمان الذي سيطر على وفد ولايتهما. بدا ثورمان وكأنه الوريث الطبيعي لتيلدن، وكمحافظ ذو شعبية من ولاية متأرجحة مع خلفية كمحاميا، لكنه، مثل بايارد، قد كسبت عداوة تيلدن من قبل العاملين في اللجنة العليا للانتخابات. كان ثورمان أيضا أقل تشبثّأ بمعيار الذهب عما يمكن أن يتحمله بعض مندوبين الشمال الشرقي.
وآخر كان من الممكن أن يكون وريث تيلدن، وهو صموئيل جاكسون راندال، منذ عام 1863م عضو الكونغرس من فيلادلفيا. مثل تيلدن، كان راندال محافظ بشأن مسألة المال ولكن، على غير العادة لمن هو من الحزب الديمقراطي، أيّدَ التعريفات المرتفعة لحماية الصناعة الأمريكية. ودعا أيضا لسن تشريعات للحد من قوة الاحتكارات. قد دعم تيلدن راندال في سعيه ليصبح رئيس مجلس النواب، وعاد راندال المعروف بالبقاء مخلصًا لتيلدن رجل مخلص حتى المؤتمر. والآن أعرب عن أمله لدعم أتباع تيلدن السابقة له في سعيه للرئاسة. سعى المحافظ السابق توماس هندريكس من ولاية انديانا والذي كان المرشح التالي لتيلدن في عام 1876م لطلب الدعم من المرشحين السابقين. جاء من ولاية متأرجحة هامة والتي قد حصل عليها الديمقراطيون بفارق ضئيل في عام 1876م وكان لديهم الدعم نفسه في ولايات الغرب. وقد ضعف شعبيته مع وفود الشمال الشرقي من وجهة نظره بشأن مسألة العملة. وبقى إلى جانب أولئك الذين يريدون المال أكثر مرونة.
حصل اثنان من المرشحين على دعم أقل إلى حدٍ ما. وخدم وليام رالز موريسون -من إلينوي- في الكونغرس منذ عام 1873م واشتهر بعودة لتخفيض التعريفات الجمركية رغم أنه جاء من منطقة حمائية. حاز على القليل من الدعم خارج ولايته، وكان ينظر إليه الناس على أنها مجرد الابن المفضل. كان القاضى بالمحكمة العليا للولايات المتحدة ستيفن جونسون فيلد معروفّا أكثر ولكن كان لم يزل فوزه غير محتمل. احترم الناس المرشح الوحيد من الغرب الأقصى فيلد بصفته عالِم قانون، ولكن تضاءلت فرص فوزه كثيرًا في ولايته الأم كاليفورنيا بسبب ايقافه للتشريعات المناهِضة للصين في تلك الولاية عام 1879م. ومع ذلك رأى بعض المراقبين، بما في ذلك إدواردز بيياربونت، أن فيلد هو من الاختيارات المرجحة للفوز بالترشيح.

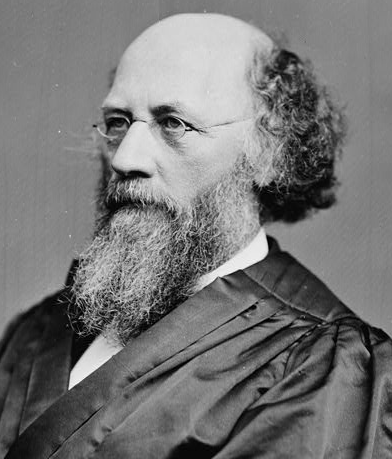
القاضي ستيفن فيلد من ولاية كاليفورنيا
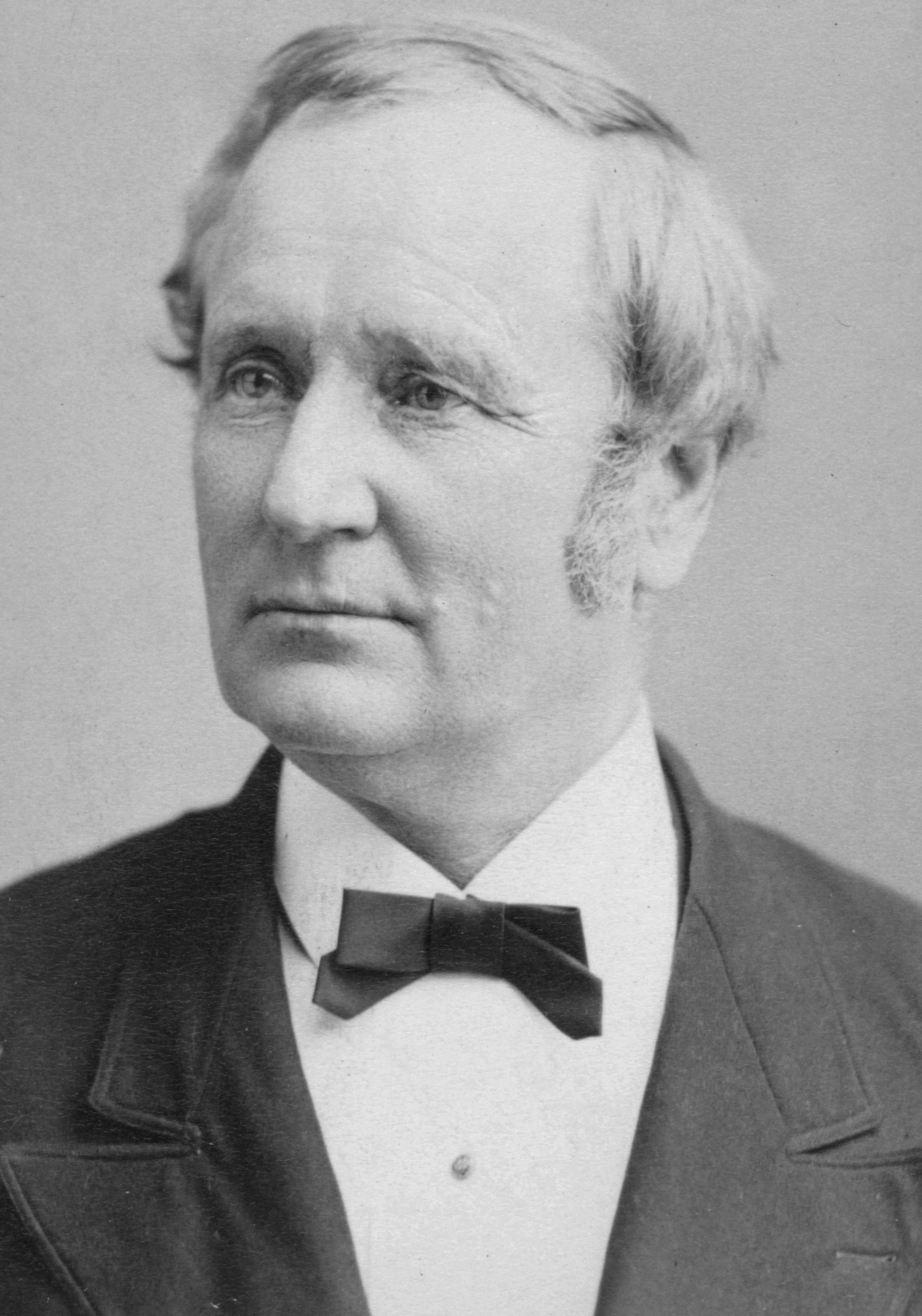
المحافظ السابق توماس هندريكس من ولاية انديانا
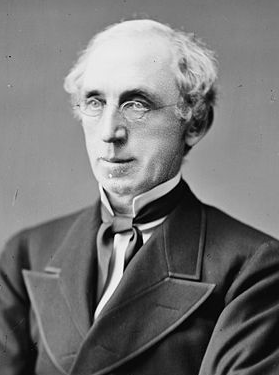
الممثل السابق هنري باين من ولاية أوهايو
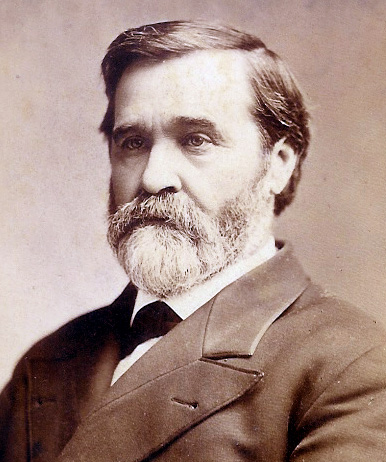
الممثل وليام موريسون من إلينوي
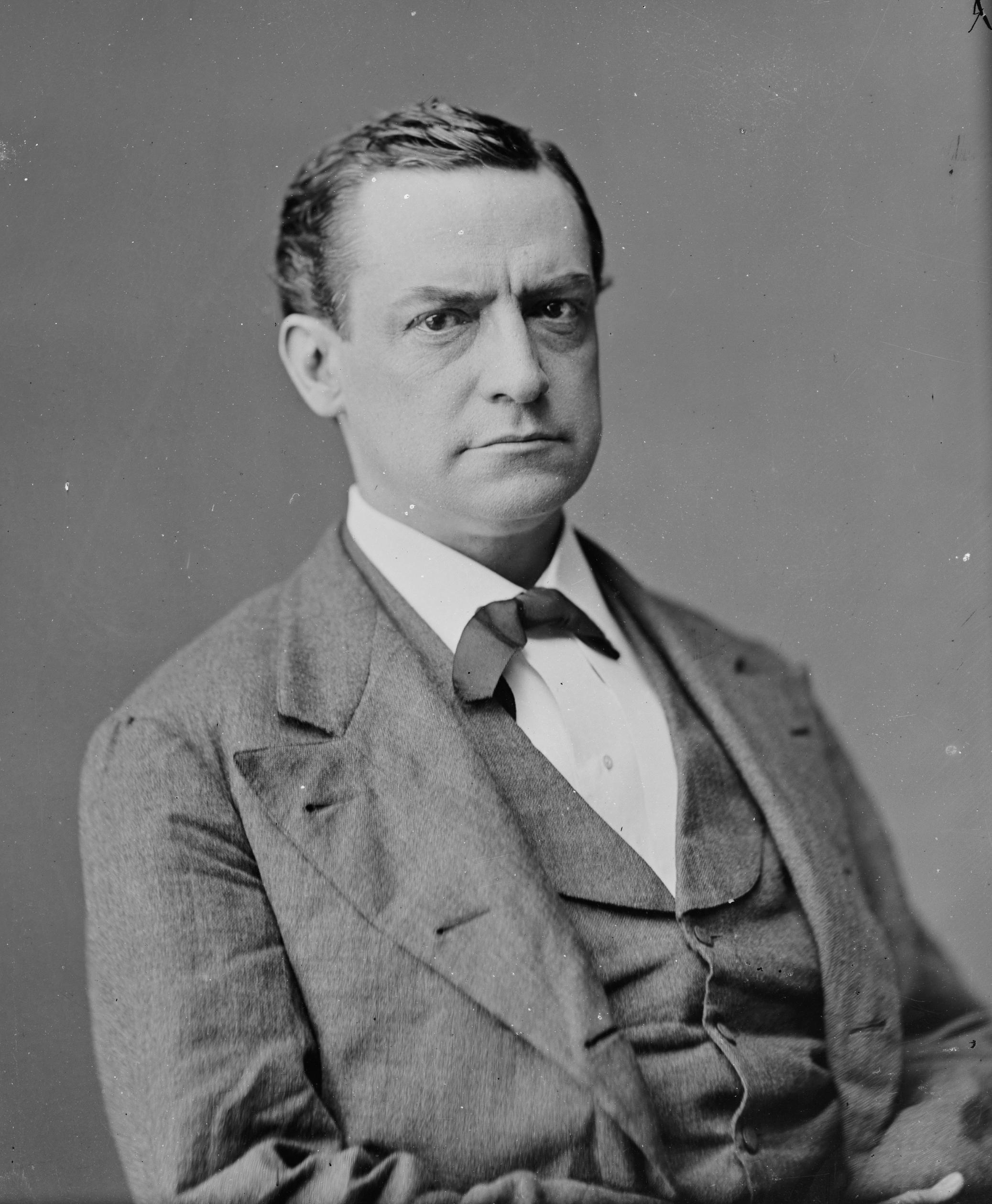
رئيس مجلس النواب صموئيل راندال من بنسلفانيا
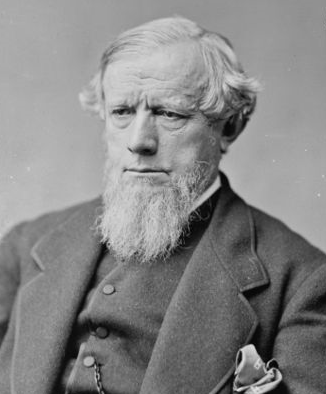
عضو مجلس الشيوخ ألين ثورمان من ولاية أوهايو

## المؤتمر

### المقدمات

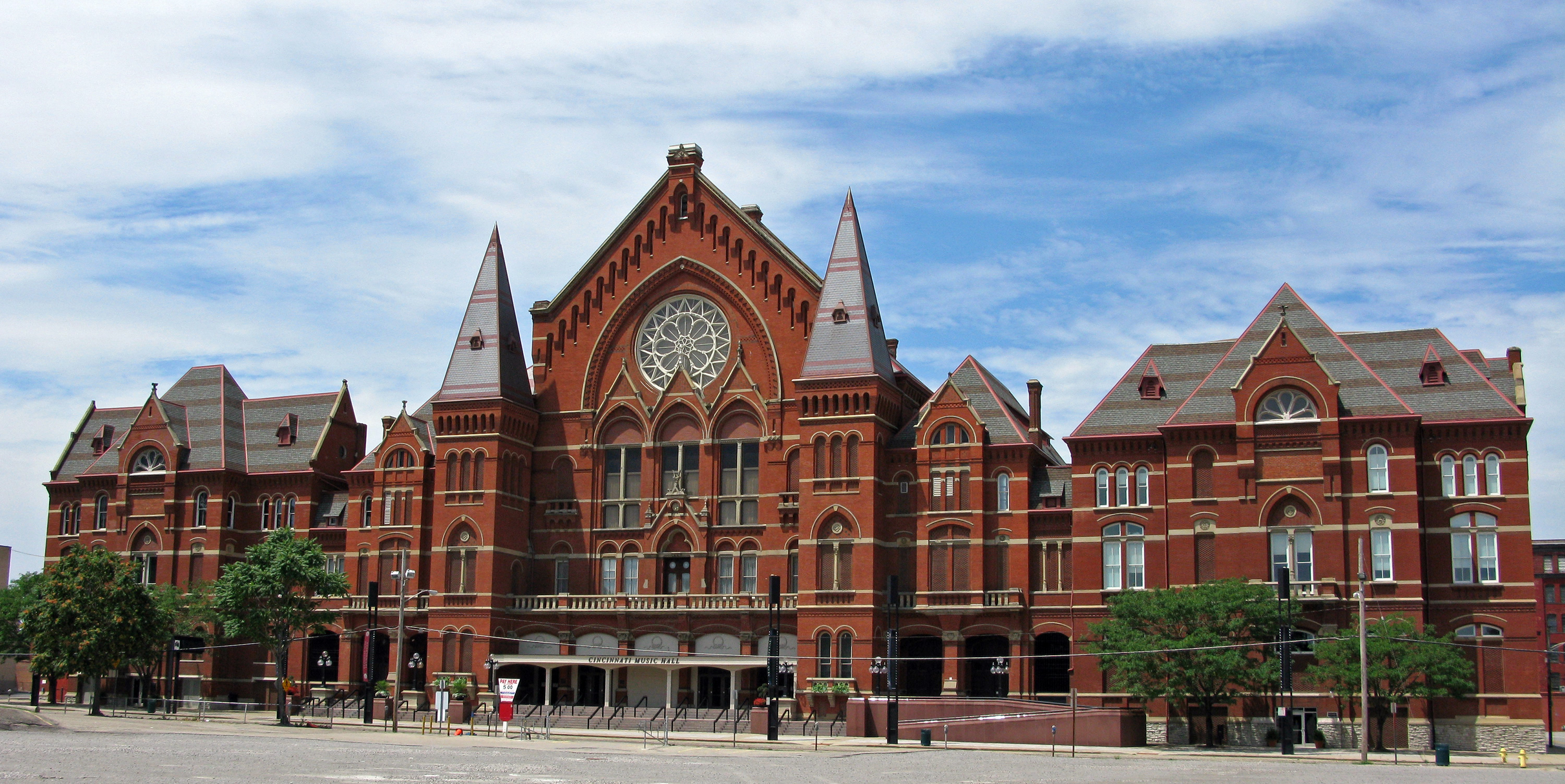
موقع المؤتمر الوطني الديمقراطي عام 1880م: قاعة الموسيقى في سينسيناتي

اجتمعَ المندوبون في 22 يونيو 1880م في قاعة الموسيقى (سينسيناتي)، كان المكان الانعقاد عبارة عن مبنى كبير من الطوب الأحمر على الطراز القوطي الفيكتوري العالين والذي تم افتتاحه في عام 1878م. كانت القاعة مُعدة -كمان يظهر من اسمها- للعروض الموسيقية، ولكن تم استخدامها أيضا كمركز مؤتمرات سينسيناتي إلى أن شُيد مبنى منفصل في عام 1967م. أمر رئيس اللجنة الوطنية الديمقراطية ويليام هنري بارنوم من ولاية كونيتيكت بأن ينعقد المؤتمر في تمام الساعة 12:38 مساءًا. بعد الصلاة الافتتاحية تم انتخاب مساعد تيلدن والمحافظ المستقبلى لولاية أوهايو جورج هودلى كرئيس مؤقت. تعامل هودلى مع الحشود تم أجل المؤتمر حتى الساعة العاشرة مساءًا حتى يتسنى للجنة النظر في وثائق التفويض وبعض النزاعات الناشبة بين المندوبين.
في بداية اليوم الثاني، -23 يونيو- أعلنت اللجنة المُقامة على المنظمة الدائمة قائمة الضباط وبما فيهم الرئيس الدائم جون وايت ستيفنسون من ولاية كنتاكي. قبل أن يتمكن المندوبون من انتخاب ستيفنسون رسميًا، سمعوا التقرير من اللجنة المعنية بوثائق التفويض. قد وافق فصيلان متناحران من ديمقراطيين ولاية ماساتشوستس على الوصول إلى حل وسط بأن يتم قبولهما كوفد واحد. نشبَ نزاع مماثل في نيويورك ولكن لم يتم حله بهذه السهولة، أرسل تاماني هال وايرفينغ هال (حزب تيلدن) وفودين متناحرين أيضا ولم يكن لدى أيّا منهما نية للوصول لحل وسط. وقد صوتت اللجنة لاعتبار ديمقراطيين ايرفينغ هال منتخبين بشكل منتظم وبالتالي استبعاد تاماني. ناقشت بعض الوفود حل وسط بناءً على فكرة أن وفدًا موحدًا سوف يساعد في توحيد الحزب في نيويورك في الانتخابات العامة المقبلة في النزال تالي. كانت الحجة غير مقنعة فبينما أيّد المندوبون قرار اللجنة بأغلبية وصلت من 457 إلى 205½، نفى تاماني. ومن ثم تم تثبيت ستيفنسون كرئيسًا دائمًا، وحيث كانت اللجنة المنوط بها إصدار القرارات لم تنتهي من صياغة البرنامج السياسي، أنتقل المندوبون إلى التررشيحات.

### الترشيحات
تلي الموظف قائمة مُرتبة أبجديًا باسماء الولايات، وكان أول وفد يقوم بتعيين مرشح هو وفد كاليفورنيا. تقدم المحام جون ادغار ماكيلراث من مدينة أوكلاند لترشيح القاضي ستيفن فيلد. تمجيدًا لفضائل فيلد وعلمه، تعهّدَ ماكيلراث أنه في حالة ترشّحِه فإن سوف يجتاح ولاية كاليفورنيا كالرياح التي تهبُ من بوابتْها الذهبية. رشّح بعد ذلك المحام العام لولاية ديلاوير وعضو مجلس الشيوخ المستقبلي للولايات المتحدة جون جراي توماس بايارد. وأبدى جراي أعجابه بعضو مجلس الشيوح بايارد في خطاب له قائلًا:«توماس فرانسيس بايارد هو رجل دولة لا يحتاج منى ان أقدمه للشعب الأمريكي. فاسمه وسجل إنجازاته معروفان في كل مكان يطوف به علمنا، وفي كل مكان يتحدث فيه الناس باللغة الإنجليزية، بالإضافة إلى تعاطفه الذي اتسع بقدر هذه القارة العظيمة بأكملها، شخصية ذات طابع خاص، ناصعة مثل الثلج المتساقط من السماء، قاضٍ واضح كوضوح الشمس، ذو فكر صائب كوميض سيف المبارزة، صادق على صعيدا الفكر والعمل والجميع يعرفونه عن ظهر قلب.»

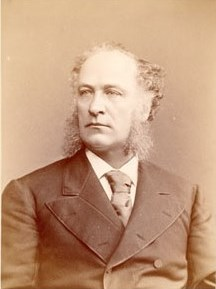
أعطى دانيال دوجيرتي خطاب مثير لترشيح وينفيلد سكوت هانكوك.

كانت إلينوي هي الولاية التالية التي من المفترض أن تقترح اسم عندنا تقدم الممثل السابق صامويل مارشال ليقدم زميله سابقًا، وليام موريسون. على الفور أثارَ مارشال عداء الجنوب من خلال مقارنته موريسون بإبراهام لينكولن، وأعلن بأن اتجاه موريسون لتخفيض التعريفة الجمركية سوف يُشكل «عمود راسخ» في الانتخابات.
بعد ذلك، تحدث عضو مجلس الشيوخ دانيال فورهيس من ولاية انديانا بالنيابة عن توماس هندريكس مُقدمًا إياه كمرشح للوحدة وطنية قائلًا: «إلى الجنوب، الذي طالما كان أكتر وفاءً؟ وإلى الشمال الذي كان أكثر صدقًا؟ وإلى الشرق الذي كان أفضل وأكثر حكمة ومحافظة وفاءًا؟ وإلى الغرب فأنا لست بحاجة إلى مناشدته، لأنهم أبناءنا.» لم تقدم الولايات القليلة التالية مرشحين. وعندما وصلت القائمة لولاية نيويورك، تعالت صيحات وبعض الالتباسات من جانب حشد تيلدن، عندما لم يُقدم وفد هذه الولاية مُرشحًا.
وجاء ترشيح التالي من ولاية أوهايو، حيث رشّحَ جون مكسويني عضو مجلس الشيوخ ألين ثورمان. ووصفه في خطاب مُطول قائلًا: «الجهبذ العظيم، صائب الحكم وأضاف قائلًا أن ثورمان  يتمتع ببلاغة لا مثيل لها في الدفاع عن الحق، إضافة إلى اسمه الناصع فهو يستحق الفوز بجدارة، فقد ولِدَ زعيمًا للشعب بالفطرة.» ثم جاء بعد ذلك وفد ولاية بنسلفانيا، والذي تقدّم منه دانيال دوجيرتي. ألقى دوجيرتي، وهو محام من ولاية فيلادلفيا كلِمة قصيرة وفعالة لصالح وينفيلد سكوت هانكوك قائلّا:
«أقدم لكم... واحد من الذين كانوا في ميدان المعركة فهو من النوع "الرائع"، الذي سوف يهز ترشُّحه الأرض من أقصاها لأقصاها، ويسحق الجمرة الأخيرة في صراع القطاعات وسوف يرحِّب الناس بترشّحه كبزوخ فجر يوم طال انتظاره من الرخاء الدائم. و بالوقوف إلى جانبه كزعيمنا، سوف تسقط راية الديمقراطيين الدموية من قبضتهم المشلولة. يمكننا مناشدة المحكمة العليا للشعب الأمريكي ضد فساد الحزب الجمهوري والانتهاكات التي لا حصر لها للحرية الدستورية.»
وبمجرد أن انتهى دوجيرتي من خطابه، هتف مندوبون بصوت عال مشجعون هانكوك. وبعد خمس دقائق، هدأت الهتافات. وبعد ذلك مدح عضو مجلس الشيوخ والجنرال الكونفدرالي سابق واد هامبتون الثالث من ولاية كارولينا الجنوبية هانكوك قائلّا: نحن في الجنوب من سوف نشعر بالأمان بين يديه وقال أن بايارد كان في نهاية المطاف اختياره لأننا نعتقد أنه الرجل الأقوى. تحدث المحافظ السابق لولاية تكساس والجندي الكونفدرالي ريتشارد بينيت هوبارد لصالح هانكوك، حيث ناصرت ولايته ترشيح ولاية بنسلفانيا. وأشاد هوبارد بالسلوك هانكوك باعتبارها المحافظ العسكري لولاية تكساس ولويزيانا، وقال: «في أحلك أوقاتنا، عندما أدار حكمه في ظل سيطرة الحزب الجمهوري، هناك وقف رجل واضعًا الدستور أمامه، وبدأ يقرأه كما قرأه آباءُنا، أنه بنهاية الحرب فقد استأنفنا التجهيزات والتي هي حقًا لنا، ليست كمقاطعة مستعمرة ولكن كشعب حر.» ثم تم إعلان الولايات القليلة المتبقية، ومن ثم أنتهى الترشيح، وبعد أن فشل اقتراح التأجيل شرع المندوبون مباشرة إلى الاقتراع.

### الاقتراع

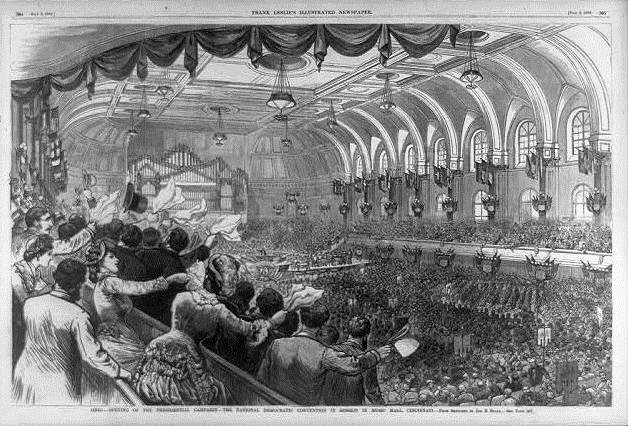
مشهد من داخل المؤتمر

تلى الموظف قائمة الولايات مرة أخرى بعد تدوين الأصوات، ولعبت فرقة موسيقية أغنية لها وهي «يانكي دودل» و«ديكسي». أظهرت النتائج أن المندوبين قد بعثروا الأصوات بين المرشحين، لم يقترب أحد من 492 صوتًا، وهو العدد المطلوبة للترشيح (في ذلك الوقت، كانت تتطلب المؤتمرات الديمقراطية أغلبية الثلثين للترشيح). الخطوط العريضة كانت واضحة، ولكن حصلا كلا من هانكوك وبايارد على 171 و158½ على التوالي، كانا متقدمان بفارق كبير عن البقية. وأقرب واحد لهم بعد ذلك هو باين وكان أقل من نصف عدد هانكوك ب81 صوت. بعد تحول واحد بسيط في ½الاقتراع، تم الإعلان عن الإجماليات للمندوبين. صوتوا للتأجيل هذا اليوم، لتمهيد الطريق للمفاوضات خارج الموقع والتي من شأنها أن تؤثر على الاقتراع في اليوم التالي.
تجّمع المندوبون في اليوم التالي الموافق 24 يونيو، لاستئناف عملية الاقتراع. وقبل أن يبدأ هذا أظهر روفوس ويلر بيكهام من وفد نيويورك خطاب تيلدن وقراءته على الجمهور. أثار أول ذكر لاسم تيلدن حماس كل من في القاعة، ولكن سريعاً ما أسكتت الرسالة الحشد. أعلن بيكهام أنه مع انسحاب تيلدن، فإن ونيويورك سوف تدعم صموئيل راندال. وبالانتقال للجولة الثانية، اتبع أكثر من مائة مندوب بيكهام وصوتوا لصالح راندال مما أدى إلى زيادة رصيده إلى 128½ وجعله يعلوا رصيد بايارد والمُقدر ب 112 صوت. ولكن التحول لهانكوك كان أكبر، فقبل إعلان اجمالى الأصوات للجمهور، ضم هانكوك 320 مندوب إلى جانبه؛ بمجرد انتهاء التصويت، على الرغم من أن ولاية ويسكونسن وولاية نيوجيرسي قد حوّّلا كل أصواتهما لهانكوك. أضافت بنسلفانيا اصواتها التي لم تكن مُضافة بالفعل لهانكوك. ثم أعلن سميث وييد من ولاية نيويورك، وهو أحد المقربون لتيلدن أن ولايته، أيضاً، سيتحول كل 70 أصواته إلى هانكوك. بعد ذلك وفقًا لتسجيلات الحزب فقد كان كل مندوب واقفًا على قدميه وقد تعالى صوت ضجيج الألف شخص وغطى على صوت الفرقة العسكرية تمامًا.
و تقريباً اندفعت أصوات جميع الدول المُتبقية إلى هانكوك. عندما تم إعلان نتيجة جولة التصويت الثانية كان إجمالي أصوات هانكوك 705. فقط ولاية انديانا امتنعت تمامًا من المُشاركة واضعة أصواتها الثلاثين لصالح هندريكس. تبقّى اثنان من ناخبي بايارد من ولاية ماريلاند وأحد رجال تيلدن من ولاية آيوا هم فقط من لم يُقدموا أصواتهم بعد. بعد تسجيل الجولة الثانية، تم الترشيح بالاجماع. تحدّثَ العديد من المندوبين بعد ذلك للإشادة بهانكوك ووعدوا بأنه سوف ينتصر في الانتخابات المقبلة. حتى أنه تم السماح لجون كيلي تاماني بالتحدُّث. تعّهدَ كيلي بالولاء لفصيل حزبه قائلًا: «دعونا نتحد كعصابة من الأخوة وننظر إلى بعضنا البعض بكل عطف وبشكل إيجابي».

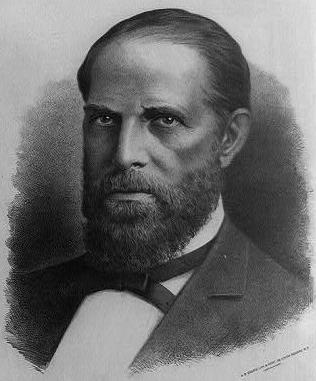
ترشح الممثل السابق وليام هايدن إنجلش من ولاية إنديانا لمنصب نائب الرئيس.

| المُرشح الرئاسي      | الأول قبل التحويل | الأول بعد التحويل | الثاني قبل التحويل | الثاني بعد التحويل | الإجمالي |
| ------------------- | ----------------- | ----------------- | ------------------ | ------------------ | -------- |
| صموئيل تيلدن*       | 38                | 38                | 6                  | 1                  | 0        |
| ألين ثورمان*        | 68.5              | 68.5              | 50                 | 0                  | 0        |
| هوراشيو سيمور       | 8                 | 8                 | 0                  | 0                  | 0        |
| صموئيل راندال*      | 6                 | 6                 | 128.5              | 0                  | 0        |
| هينارى باين*        | 81                | 81                | 0                  | 0                  | 0        |
| جويل باركر*         | 1                 | 1                 | 2                  | 0                  | 0        |
| وليام موريسون       | 62                | 62                | 0                  | 0                  | 0        |
| جوزيف ماكدونالد*    | 2                 | 2                 | 0                  | 0                  | 0        |
| جورج ماكليلان*      | 2                 | 2                 | 0                  | 0                  | 0        |
| وليام وفيلاند*      | 5                 | 5                 | 0                  | 0                  | 0        |
| جورج وثروب*         | 1                 | 1                 | 0                  | 0                  | 0        |
| هيو جويت*           | 1                 | 1                 | 1                  | 0                  | 0        |
| توماس هندريكس       | 49.5              | 49.5              | 31                 | 30                 | 0        |
| وينفيلد سكوت هانكوك | 171               | 171               | 320                | 705                | 738      |
| ستيفن فيلد          | 64.5              | 65                | 65.5               | 0                  | 0        |
| توماس يوينغ*        | 10                | 10                | 0                  | 0                  | 0        |
| جايمس إنجلش*        | 1                 | 1                 | 19                 | 0                  | 0        |
| توماس بايارد        | 153.5             | 153.5             | 112                | 2                  | 0        |
| إرميا بلاك*         | 1                 | 1                 | 0                  | 0                  | 0        |
| فارغ                | 12                | 11.5              | 3                  | 0                  | 0        |

* مُرشَّح لم يتم ترشيحه رسميّا

### المنصة ومُرشَّح نائب الرئيس
تطرق سوزان بي أنتوني إلى موضوعات آخرى، فقد وجهت للمندوبين الذين كانوا يستمعون إليها نداء من أجل منح المرأة حق التصويت. لم يتخذ المندوبون اى قرار، وانتقلوا إلى المنصة حيث شرع هنري اتيرسون -مندوب ولاية كنتاكي- في القراءة بصوت عالي. وهيمنت روح الموافقة حيث وافق المندوبون دول إبداء أية معارضة.